# Милићевци
Милићевци су насеље у Србији у општини Чачак у Моравичком округу. Према попису из 2022. било је 630 становника.

## Демографија
У насељу Милићевци живи 776 пунолетних становника, а просечна старост становништва износи 44,6 година (43,9 код мушкараца и 45,3 код жена). У насељу има 295 домаћинстава, а просечан број чланова по домаћинству је 3,20.
Ово насеље је великим делом насељено Србима (према попису из 2002. године).
|  |

| Демографија | Демографија | Демографија |
| Година      | Становника  | Становника  |
| ----------- | ----------- | ----------- |
| 1948.       | 1.606       |             |
| 1953.       | 1.677       |             |
| 1961.       | 1.608       |             |
| 1971.       | 1.425       |             |
| 1981.       | 1.262       |             |
| 1991.       | 1.062       | 1.058       |
| 2002.       | 944         | 951         |
| 2011.       | 821         |             |

| Етнички састав према попису из 2002.‍ | Етнички састав према попису из 2002.‍ | Етнички састав према попису из 2002.‍ | Етнички састав према попису из 2002.‍ | Етнички састав према попису из 2002.‍ |
| ------------------------------------ | ------------------------------------ | ------------------------------------ | ------------------------------------ | ------------------------------------ |
|                                      |                                      |                                      |                                      |                                      |
| Срби                                 | Срби                                 |                                      | 931                                  | 98,62%                               |
| Црногорци                            | Црногорци                            |                                      | 2                                    | 0,21%                                |
| Хрвати                               | Хрвати                               |                                      | 1                                    | 0,10%                                |
| Македонци                            | Македонци                            |                                      | 1                                    | 0,10%                                |
| непознато                            | непознато                            |                                      | 8                                    | 0,84%                                |

| Година пописа     | 1948. | 1953. | 1961. | 1971. | 1981. | 1991. | 2002. |
| ----------------- | ----- | ----- | ----- | ----- | ----- | ----- | ----- |
| Број домаћинстава | 305   | 331   | 375   | 374   | 366   | 372   | 295   |

| Број чланова      | 1  | 2  | 3  | 4  | 5  | 6  | 7 | 8 | 9 | 10 и више | Просек |
| ----------------- | -- | -- | -- | -- | -- | -- | - | - | - | --------- | ------ |
| Број домаћинстава | 63 | 78 | 40 | 38 | 27 | 36 | 8 | 3 | 0 | 2         | 3,20   |

| Пол    | Укупно | Неожењен/Неудата | Ожењен/Удата | Удовац/Удовица | Разведен/Разведена | Непознато |
| ------ | ------ | ---------------- | ------------ | -------------- | ------------------ | --------- |
| Мушки  | 389    | 102              | 256          | 25             | 4                  | 2         |
| Женски | 424    | 65               | 260          | 90             | 9                  | 0         |
| УКУПНО | 813    | 167              | 516          | 115            | 13                 | 2         |

| Пол    | Укупно                    | Пољопривреда, лов и шумарство | Рибарство                            | Вађење руде и камена | Прерађивачка индустрија       |
| ------ | ------------------------- | ----------------------------- | ------------------------------------ | -------------------- | ----------------------------- |
| Мушки  | 188                       | 71                            | 0                                    | 35                   | 42                            |
| Женски | 102                       | 49                            | 0                                    | 12                   | 19                            |
| УКУПНО | 290                       | 120                           | 0                                    | 47                   | 61                            |
| Пол    | Производња и снабдевање   | Грађевинарство                | Трговина                             | Хотели и ресторани   | Саобраћај, складиштење и везе |
| Мушки  | 2                         | 8                             | 7                                    | 2                    | 9                             |
| Женски | 0                         | 1                             | 11                                   | 0                    | 1                             |
| УКУПНО | 2                         | 9                             | 18                                   | 2                    | 10                            |
| Пол    | Финансијско посредовање   | Некретнине                    | Државна управа и одбрана             | Образовање           | Здравствени и социјални рад   |
| Мушки  | 0                         | 2                             | 4                                    | 3                    | 0                             |
| Женски | 0                         | 0                             | 0                                    | 4                    | 4                             |
| УКУПНО | 0                         | 2                             | 4                                    | 7                    | 4                             |
| Пол    | Остале услужне активности | Приватна домаћинства          | Екстериторијалне организације и тела | Непознато            | Непознато                     |
| Мушки  | 1                         | 0                             | 0                                    | 2                    | 2                             |
| Женски | 1                         | 0                             | 0                                    | 0                    | 0                             |
| УКУПНО | 2                         | 0                             | 0                                    | 2                    | 2                             |

## Галерија
- Основна школа у Милићевцима
- Основна школа у Милићевцима
- Дом културе у Милићевцима